# Kirchheim im Innkreis
Kirchheim im Innkreis ist eine Gemeinde in Oberösterreich im Bezirk Ried im Innkreis im Innviertel mit 803 Einwohnern (Stand 1. Jänner 2024). Die Gemeinde liegt im Gerichtsbezirk Ried im Innkreis.

## Geografie
Kirchheim im Innkreis liegt auf 429 m Höhe im Innviertel. Die Ausdehnung beträgt von Nord nach Süd 4,9 km, von West nach Ost 5,4 km. Die Gesamtfläche beträgt 10,2 km². 15,7 % der Fläche sind bewaldet, 74,5 % der Fläche sind landwirtschaftlich genutzt.
Durch das Gemeindegebiet fließt die Waldzeller Ache (Ach).

### Gemeindegliederung
Das Gemeindegebiet umfasst folgende Ortschaften (in Klammern Einwohnerzahl Stand 1. Jänner 2024):
- Ampfenham (58)
- Buch (63)
- Edt (55)
- Federnberg (46)
- Grub (36)
- Kirchheim im Innkreis (251)
- Kraxenberg (111)
- Ramerding (101)
- Rödham (37)
- Schacher (45)

### Nachbargemeinden
| Polling im Innkreis (Bezirk Braunau) | Gurten                                      | Wippenham |
| Aspach (Bezirk Braunau)              | Kompassrose, die auf Nachbargemeinden zeigt | Mehrnbach |
|                                      | Mettmach                                    |           |

### Klima
In Kirchheim herrscht ein gemäßigtes Klima mit einer Jahresdurchschnittstemperatur von 10,25 °Celsius. Der kälteste Monat ist der Jänner mit einem durchschnittlichen Tageshöchstwert von 4 °Celsius und einem Tagestiefstwert von −2 °Celsius. Der wärmste Monat ist der Juli mit  durchschnittlich 25 °Celsius am Tag und 14,5 °Celsius in der Nacht.

## Geschichte
Die erste urkundliche Erwähnung von Kirchheim kommt aus der Zeit zwischen 1110 und 1125, als Rapato von Münzkirchen ein Gut namens Chirichium der Passauer Domkirche widmete. Seit Gründung des Herzogtums Bayern war der Ort bis 1779 bayrisch und kam nach dem Frieden von Teschen mit dem Innviertel (damals Innbaiern) zu Österreich. Während der Napoleonischen Kriege wieder kurz bayrisch, gehört er seit 1816 endgültig zu Österreich ob der Enns.
Nach dem Anschluss Österreichs an das Deutsche Reich am 13. März 1938 gehörte der Ort zum Gau Oberdonau. Nach 1945 erfolgte die Wiederherstellung Oberösterreichs.
Kirchheim im Innkreis war 2010 Kulturdorf Europas und feierte gleichzeitig sein 900-jähriges Bestehen.

### Einwohnerentwicklung
Die starke Zunahme der Bevölkerungszahl von 1991 bis 2001 erfolgte, da sowohl die Geburtenbilanz als auch die Wanderungsbilanz positiv waren. Nach 2001 nahm die Abwanderung zu, konnte jedoch durch die Geburtenrate ausgeglichen werden, sodass die Einwohnerzahl nahezu konstant blieb.

## Kultur und Sehenswürdigkeiten

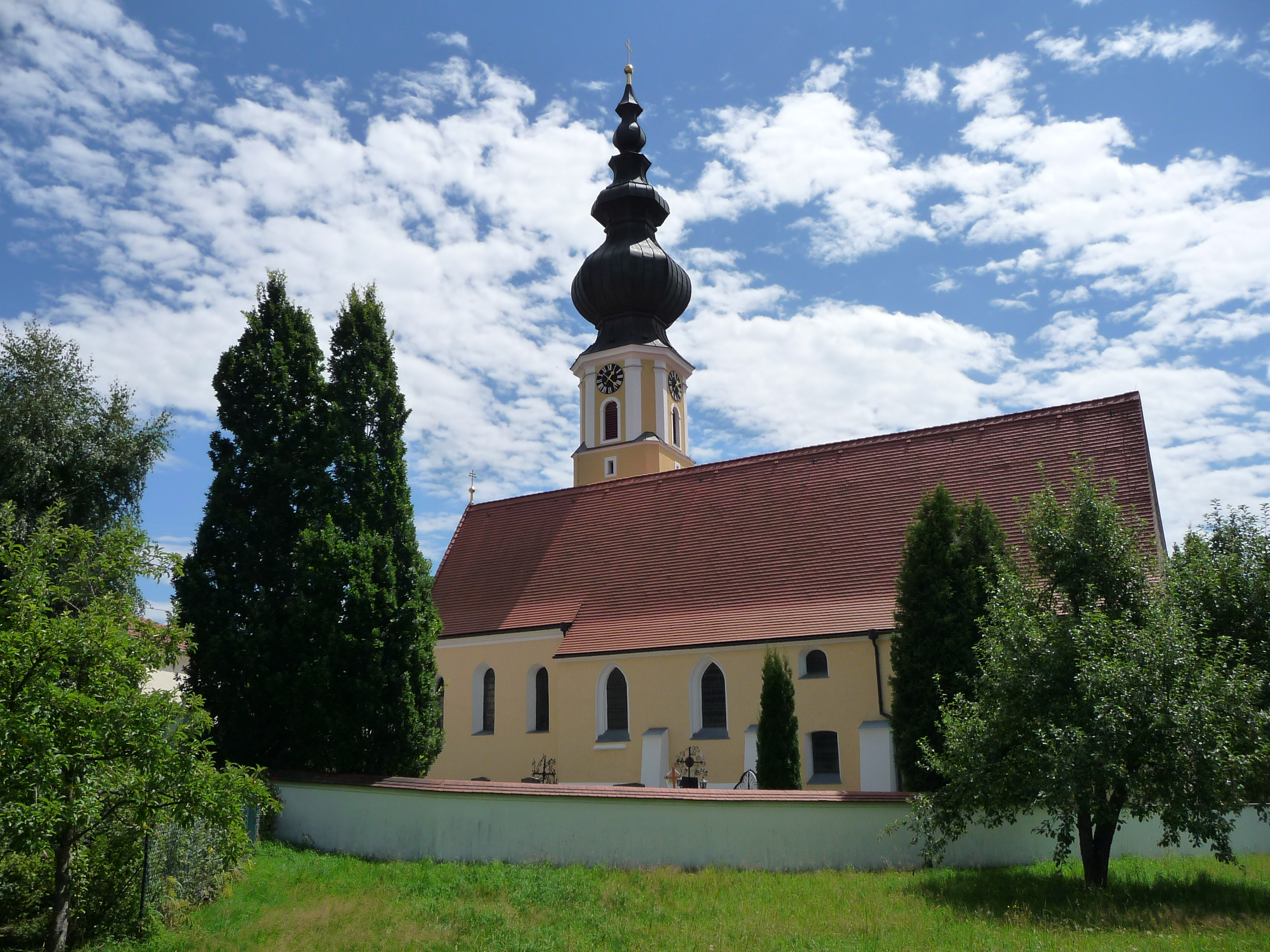
Pfarrkirche Kirchheim im Innkreis

- Katholische Pfarrkirche Kirchheim im Innkreis hl. Nikolaus
- Kirchheim im Innkreis ist Mitglied in der Vereinigung Charta der Dörfer. Am 19. Oktober 2000 fasste der Gemeinderat der Gemeinde Kirchheim i.I. den Beschluss, der 'Foundation of cultural villages of Europe' (dt. auch Charta der Dörfer) beizutreten. Damit ist Kirchheim i.I. als erste und einzige Gemeinde Österreichs Mitglied dieser internationalen Organisation, die es sich zum Ziel gesetzt hat, die Förderung des dörflichen Lebens und der ländlichen Entwicklung voranzutreiben.[4]

### Naturdenkmäler
- Eine Winter-Linde (Tilia cordata) steht neben dem Gebäude Kirchheim 10.[5]

## Wirtschaft und Infrastruktur

### Verkehr

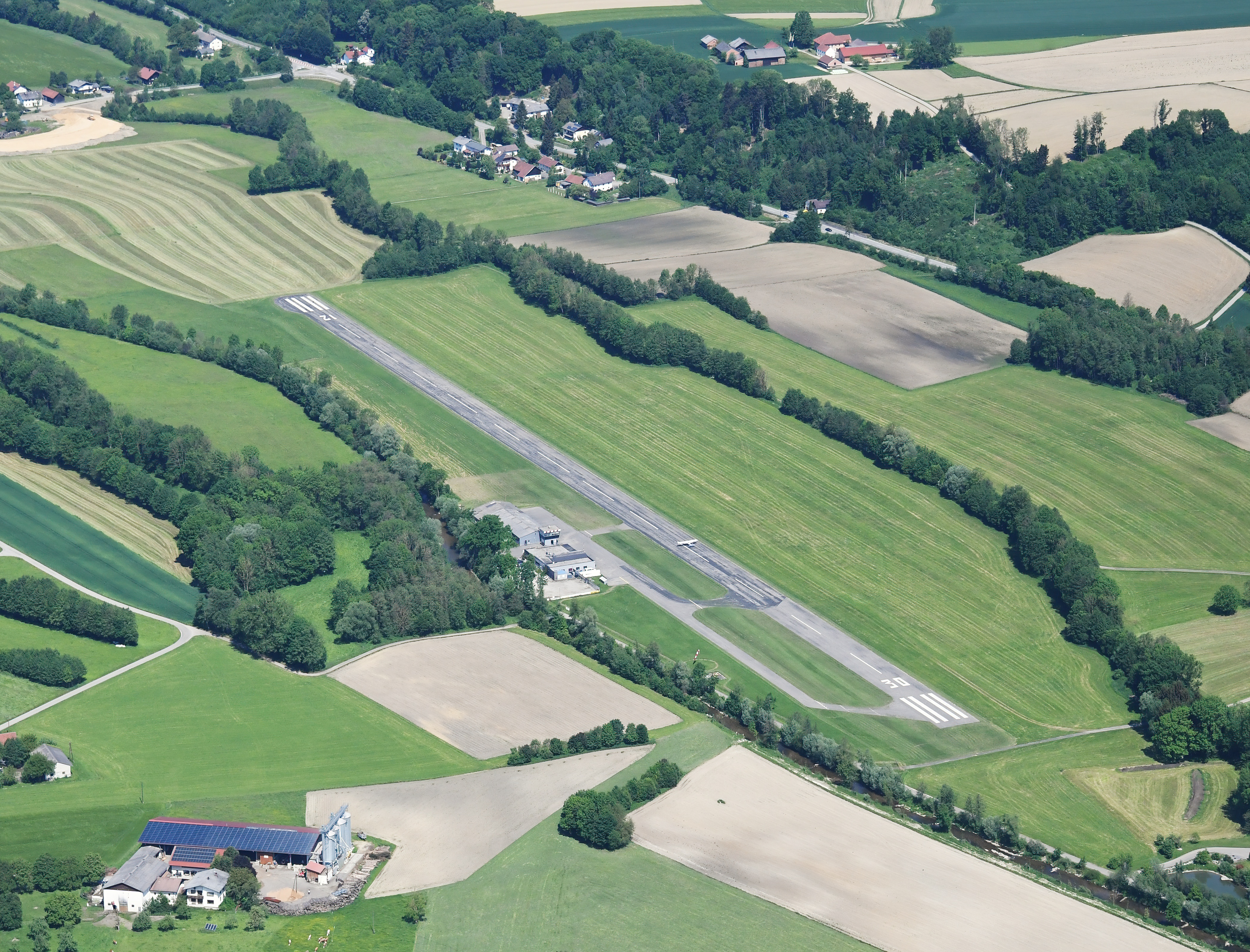
Flugplatz Ried-Kirchheim

Kirchheim liegt an der B141 (Rieder Straße).
Westlich des Ortes befindet sich der Flugplatz Ried-Kirchheim.
Durch das Gemeindegebiet von Kirchheim verläuft der Römer-Radweg Inn – Attersee.

### Gesundheit, Sicherheit und Soziales
Der Ort verfügt über eine Gemeindeärztin.
In der Gemeinde sorgen die Freiwillige Feuerwehren Kirchheim und Ampfenham für den Brandschutz und die allgemeine Hilfe.

## Politik

### Gemeinderat
Der Gemeinderat hat 13 Mitglieder.
- Mit den Gemeinderats- und Bürgermeisterwahlen in Oberösterreich 2003 hatte der Gemeinderat folgende Verteilung: 6 ÖVP, 4 SPÖ und 3 FPÖ.
- Mit den Gemeinderats- und Bürgermeisterwahlen in Oberösterreich 2009 hatte der Gemeinderat folgende Verteilung: 7 ÖVP, 3 SPÖ und 3 FPÖ.
- Mit den Gemeinderats- und Bürgermeisterwahlen in Oberösterreich 2015 hatte der Gemeinderat folgende Verteilung: 7 ÖVP, 4 FPÖ und 2 SPÖ.
- Mit den Gemeinderats- und Bürgermeisterwahlen in Oberösterreich 2021 hat der Gemeinderat folgende Verteilung: 8 ÖVP, 3 FPÖ und 2 SPÖ.[7][8]

### Bürgermeister
Bürgermeister seit 1850 waren:
- 1850–1861 Georg Lang
- 1861–1864 Franz Ametsreiter
- 1864–1867 Mathäus Strauß
- 1867–1870 Mathias Lechner
- 1870–1873 Lorenz Annetsreiter
- 1873–1876 Mathias Simetsberger
- 1876–1879 Matias Hargastner
- 1879–1883 Jakob Etz
- 1883–1883 Felix Hattinger
- 1883–1885 Georg Dirrmair
- 1885–1894 Sebastian Hartl
- 1894–1897 Leopold Dallinger
- 1897–1900 Josef Weiss
- 1900–1903 Johann Strauss
- 1903–1906 Ferdinand Ametsreiter
- 1906–1909 Johann Hattinger
- 1909–1912 Johann Stranzinger
- 1912–1919 Georg Wiesner
- 1919–1924 Leopold Burgstaller
- 1924–1929 Mathias Zechleitner
- 1929–1942 Johann Schrems
- 1942–1945 Franz Zeilinger
- 1945–1949 Georg Klingesberger
- 1949–1955 Georg Hattinger
- 1955–1967 Leopold Dallinger
- 1967–1985 Rudolf Hattinger
- 1985–1997 Friedrich Etz
- 1997–2009 Johann Hartl
- seit 2009 Bernhard Kern

### Wappen
Offizielle Blasonierung: Über grünem Dreiberg gespalten von Rot und Gold; rechts pfahlweise drei goldene Scheiben, links ein blauer, aufgerichteter, rot bezungter Löwe.
Der Dreiberg symbolisiert die drei Erhebungen Kreuzberg, Kraxenberg und Federnberg und das landwirtschaftliche Umfeld der Gemeinde. Die Scheiben symbolisieren die drei goldenen Äpfel des Heiligen Nikolaus, des Schutzpatrons der Pfarre. Der Löwe war das Wappentier der Freiherren von Lützelburg, der ehemaligen Besitzer des adeligen Landgutes Ramerding.
Die Gemeindefarben sind Gelb-Rot-Weiß und leiten sich aus den Farben des Wappens ab.